# Sparanophilus smithi
Sparanophilus smithi är en ringmaskart som beskrevs av Eisen 1896. Sparanophilus smithi ingår i släktet Sparanophilus och familjen Glossoscolecidae. Inga underarter finns listade i Catalogue of Life.